# اتاوا
اُتاوا یا آتوا (به انگلیسی: Ottawa) پایتخت کشور کانادا و چهارمین شهر بزرگ این کشور است. این شهر در آمریکای شمالی و در کنار رودخانهٔ اتاوا (شعبهٔ رودخانه سن‌لوران) واقع شده است.
تلفظ اُتاوا که در بین فارسی زبانان و در برخی زبان‌های دیگر مثل عربی متداول است، از تلفظ فرانسوی نام این شهر گرفته شده است و در مناطق فرانسوی زبان کانادا استفاده می‌شود. در انگلیسی کانادایی و آمریکایی نام این شهر آ-دو-وا تلفظ می‌شود. همچنین در انگلیسی بریتیش، تلفظ آ- تو-وا متداول است. اتاوا چهارمین پایتخت تمیز و پاکیزه در دنیا است.
بر اساس یک مطالعه که توسط Business Canada انجام شد، اتاوا را به عنوان بهترین مکان برای زندگی در کانادا بر اساس درآمد، مالکیت خودرو، نرخ بیکاری، مسکن، آب و هوا و سبک زندگی قرار داد. عوامل فرهنگی عنصر کلیدی رتبه عالی اتاوا در این پژوهش بودند.
شهر اتاوا در سال ۲۰۱۶ توسط مجله MoneySense بهترین مکان برای زندگی در کانادا قرار گرفت. این پنجمین بار در پنج سال است که اتاوا مقام اول را به دست آورده است! عوامل مهمی شامل کیفیت بالای زندگی و کم هزینه بودن زندگی در کسب این رتبه مؤثر بوده است. گذشته از یک اقتصاد قوی و درآمد بالا، اتاوا همچنین دارای شاخص‌های بالایی در پیاده راه‌های جذاب و حمل و نقل کاراست؛ و همچنین به عنوان بهترین مکان برای زندگی برای تازه واردان کانادا نیز در رتبه ۱ قرار گرفت.
مجله Business magazine در نظرسنجی بهترین شهر دنیا برای زندگی در سال ۲۰۰۹، رتبه اتاوا را چهاردهم در جهان و رتبه سوم در آمریکای شمالی اعلام کرد. در سال ۲۰۱۰، اتاوا در بین ۱۰ درصد برتر شهرها در سطح جهان در «کیفیت زندگی» بود که شامل اقتصاد، سیستم سیاسی، آموزش پرورش و مدارس، بهداشت، مسکن و محیط زیست بود.

## تاریخچه
اتاوا که در ایالت انتاریو واقع شده منطقه پایتختی ملی را تشکیل می‌دهد. نخستین سکونتگاه‌های اروپایی در منطقه به خاطر صنعت چوب به وجود آمدند. پس از جنگ سال ۱۸۱۲، مهاجرت به اتاوا از سوی دولت تشویق شد و جمعیت آن به سرعت رشد کرد. سرهنگ جان بای در سال ۱۸۳۲ ابتکار ساخت کانال ریدو (Rideau) را به‌دست گرفت، تا مسیری جایگزین با فاصله‌ای دورتر از مرز آمریکا به سوی مونترال باشد. شهری که به این ترتیب به وجود آمد که بای تاون (Bytown) نامیده شد و ساخت کانال ریدو به اهمیت تجاری منطقه افزود. در سال ۱۸۵۵، بای تاون به اتاوا تغییر نام داد.
اتاوا در ۳۱ دسامبر سال ۱۸۵۷ به عنوان پایتخت کانادا انتخاب شد. انتخاب این شهر به عنوان پایتخت نوعی سازش میان دو فرهنگ منطقه بود، چرا که نامزدهای دیگر از جمله مونترال و تورنتو هریک بیش از اندازه در مناطق فرهنگی فرانسوی یا انگلیسی قرار داشتند. علاوه بر این، این شهر تا اندازه‌ای از مرزهای این کشور با ایالات متحده دور بود، و این به عنوان یک مزیت نظامی تلقی می‌شد.
ساختمان پارلمان در اتاوا بر روی یک تپه شیب‌دار، به نام پارلمان هیل، در نزدیکی شروع کانال ریدو ساخته شده است. در تاریخ ۳ فوریه سال ۱۹۱۶ در این ساختمان آتش‌سوزی رخ داد. سپس در سال ۱۹۲۲ ساختمان کنونی به همراه برج صلح که اینک نماد پایتخت بشمار می‌آید تکمیل شد.
پس از جنگ جهانی دوم، یک طرح جدید برای اتاوا ایجاد شد. به تقاضای نخست‌وزیر وقت، ویلیام لیون مکنزی کینگ(William Lyon Mackenzie King)، معمار فرانسوی ژاک گریبر برای ایجاد طرح جامع شهر اتاوا و همچنین شهر هال (Hull)، که با هم به‌عنوان ناحیه پایتخت ملی (National Capital Area) شناخته می‌شدند، استخدام شد. او پیشنهاد ایجاد یک شهر زیبا با انبوهی از فضاهای سبز از جمله پارک‌های زیبا، مسیرهای تردد و مناطق پوشیده‌شده از درخت را داد. این طرح و نیز بسیاری از توصیه‌های دیگر کمک کرده است تا اوتاوا را به شکل امروزی ببینیم. بازدیدکنندگان و ساکنان در حال حاضر از پارک‌های متعدد و فضای سبزی که زیبایی‌بخش سراسر شهر هستند لذت می‌برند.
پارک‌ها، پیاده‌روها و فضاهای سبز، از اتاوا شهری زیبا و آرامش‌بخش جهت بازدید و گردش ساخته‌اند. بازدیدکنندگان و ساکنان از پیاده‌روی در اطراف مناطق خوش‌منظره لذت می‌بردند.

## جمعیت
اتاوا چهارمین منطقه بزرگ شهری در کانادا است که بیش از ۱٬۳۲۳٬۷۸۳ میلیون نفر جمعیت دارد، ۶۶٪ از آنها در اتاوا و مابقی در شهرهای همجوار، از جمله گاتینو (واقع در رودخانه اوتوا در کبک) زندگی می‌کنند. اتاوا شهر دو زبانه است که در آن هم انگلیسی و هم فرانسوی به‌طور گسترده صحبت می‌شود و در فرهنگ و تجارت شهر بازتاب دارد.

## جغرافیا
این شهر در مرز انتاریو و کبک و در شمال شرقی تورنتو و غرب مونتریال قرار گرفته و مرکز مجلس شورا و دولت فدرال است.
اتاوا به عنوان پایتخت فدرال کانادا میزبان بسیاری از ساختمان‌های دولتی است که معروف‌ترین آن‌ها ساختمان مجلس است. علاوه بر این، دادگاه عالی کانادا و سکونتگاه‌های رسمی نخست‌وزیر کانادا و فرماندار کل کانادا (در ریدو هال) در این شهر واقع شده است.

## آب و هوا
اتاوا دارای آب و هوای مرطوب با ۴ فصل متفاوت است. آب و هوای اتاوا نیمه قاره ای با تابستان گرم و مرطوب و زمستان سرد می‌باشد. میانگین بیشترین دما در ماه جولای ۲۶٫۶ درجه سانتیگراد(۸۰ درجه فارنهایت) و میانگین کمترین دما در ماه ژانویه به -۱۴٫۴ درجه سانتیگراد(۶٫۱ درجه فارنهایت) می‌رسد.
تابستان اتاوا گرم و مرطوب است. به‌طور میانگین ۱۱ روز از ۳ ماه تابستان درجه حرارت بیش از ۳۰ درجه سانتیگراد است.
پاییز اتاوا از شهریور تا آبان ماه ادامه دارد و زیباترین مناظر کشور کانادا در این فصل رقم می‌خورد.

## گردشگری
تعدادی از موزه‌های مهم از جمله موزه طبیعت کانادا، نگارخانه ملی کانادا و موزه جنگ کانادا در اتاوا قرار دارند.

## اقتصاد
از سال ۲۰۱۵، منطقه اتاوا-گاتینو (Ottawa-Gatineau) دارای رتبه شش در بالاترین درآمد کل خانوار در میان کل مناطق شهری کانادا (۸۲۰۵۳ دلار) است و بخش انتاریو که مستقیماً با شهر اتاوا همپوشانی دارد دارای درآمد خانوار بالاتر (۸۶۴۵۱ دلار) است. متوسط درآمد خانوار پس از کسر مالیات در شهر اتاوا ۷۳۷۴۵ دلار در سال ۲۰۱۶ است که بالاتر از میانگین ملی ۶۱۳۴۸ دلار است.
نرخ بیکاری اتاوا از سال ۲۰۰۶ کمتر از نرخ بیکاری ملی و استانی باقی مانده است، با نرخ ۵٫۲٪ در آوریل ۲۰۲۲، که در مقایسه با دهه قبل از آن پایین است. در سال ۲۰۱۹ مؤسسه Mercer اتاوا را با رتبه سوم در بالاترین کیفیت زندگی در بین شهرهای کانادا و نوزدهمین بالاترین کیفیت زندگی در جهان معرفی کرد. این شهر همچنین دومین شهر تمیز در کانادا و سومین شهر تمیز در جهان است.

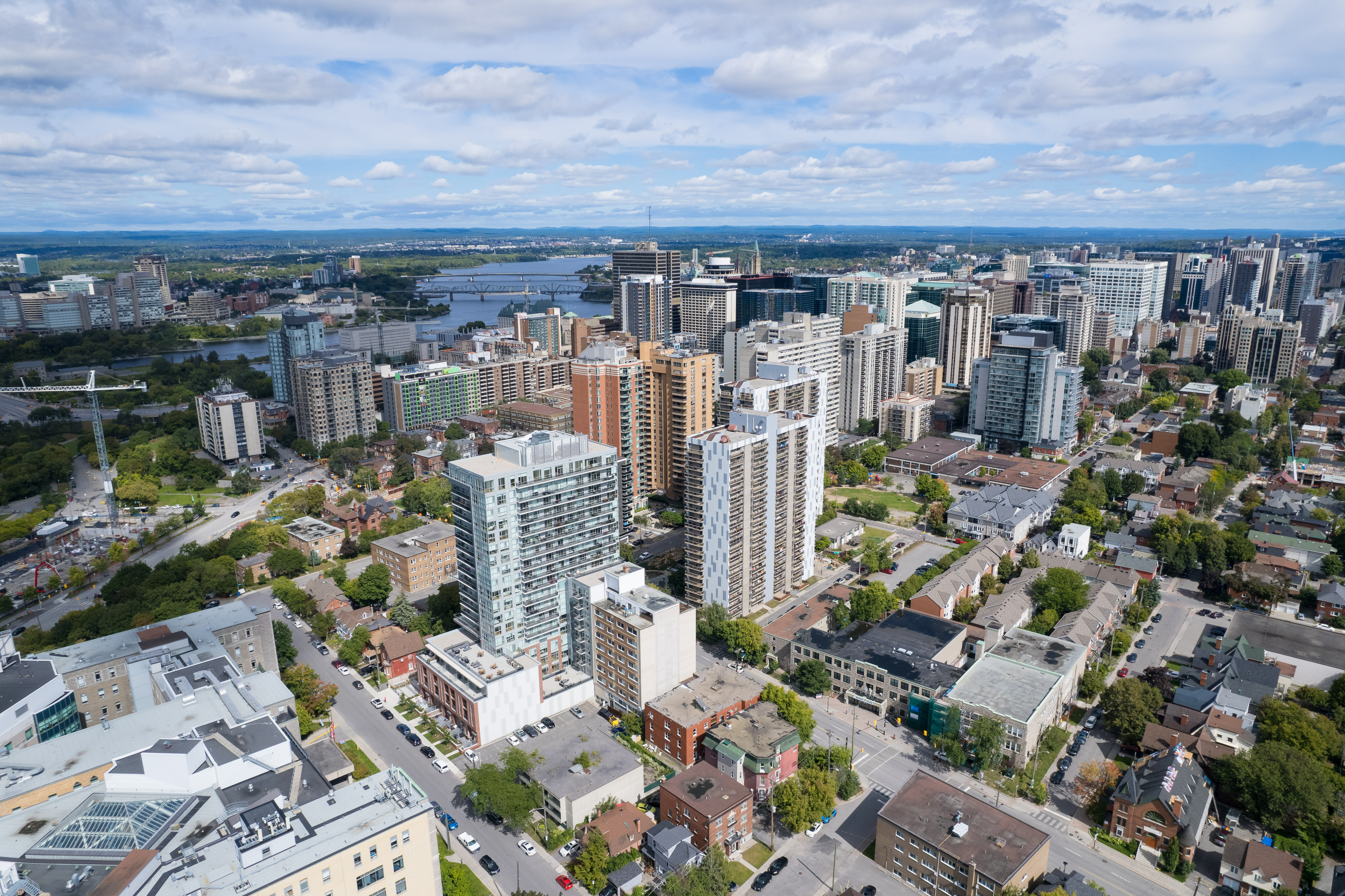
بخشی از مرکز شهر اتاوا

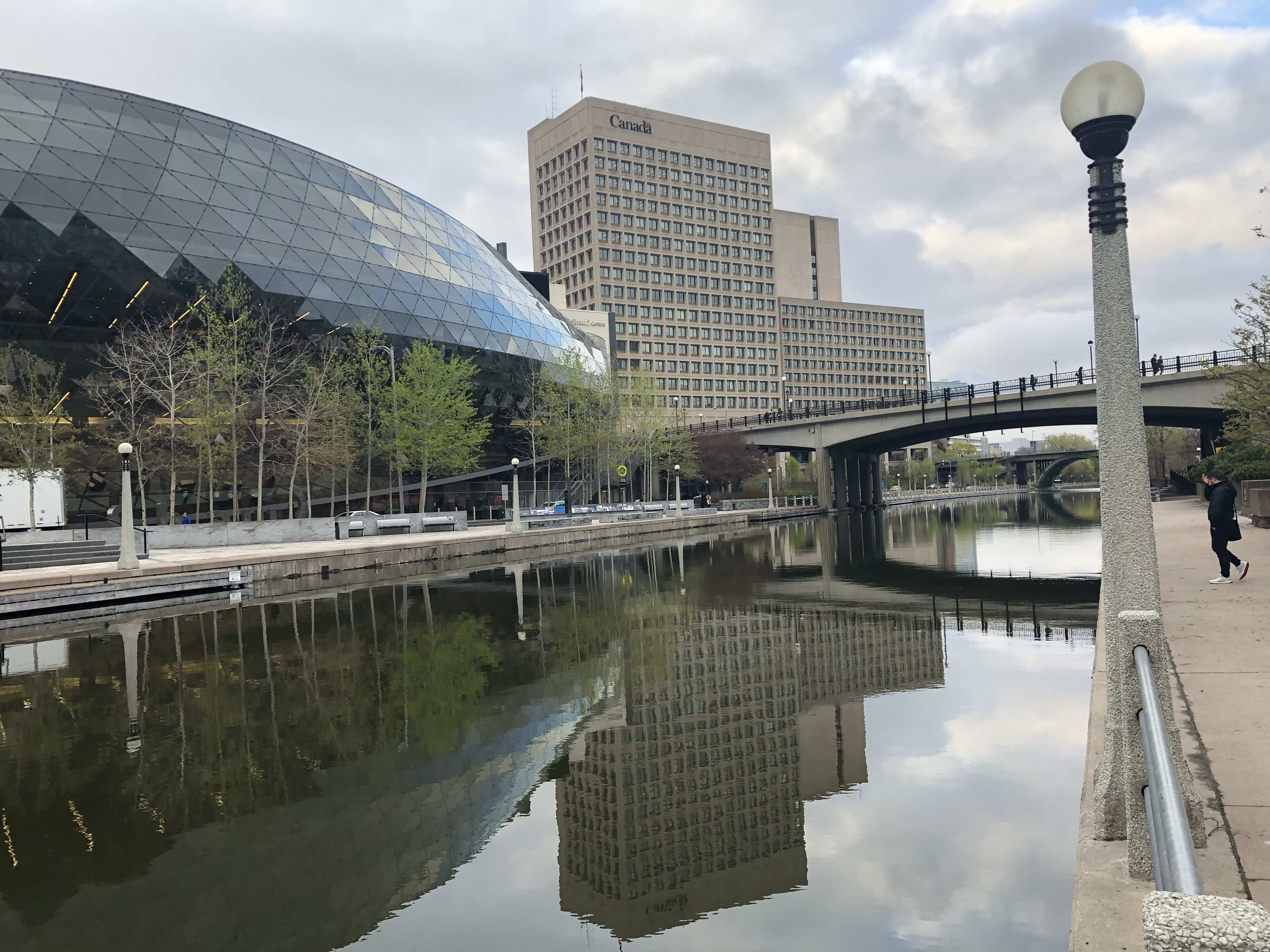
ساختمان‌های دولت فدرال در نزدیکی کانال ریدو

کارفرمایان اصلی اتاوا خدمات عمومی کانادا و صنعت فناوری پیشرفته هستند، اگرچه گردشگری و مراقبت‌های بهداشتی نیز فعالیت‌های اقتصادی قابل توجهی را نشان می‌دهند. دولت فدرال بزرگ‌ترین کارفرمای شهر است که بیش از ۱۱۶۰۰۰ نفر از منطقه پایتخت ملی را در استخدام دارد. مقر ملی بسیاری از بخش‌های فدرال در اتاوا، به ویژه در سرتاسر مرکز شهر و مجتمع‌های Terrasses de la Chaudière و Place du Portage در هال است. ستاد دفاع ملی در اتاوا مرکز فرماندهی اصلی نیروهای مسلح کانادا است. این شهر میزبان وزارت دفاع ملی است. در طول تابستان، شهر میزبان گارد تشریفاتی است که وظایفی مانند تغییر گارد را انجام می‌دهد.
به عنوان پایتخت ملی کانادا، گردشگری بخش مهمی از اقتصاد اتاوا است، به ویژه جشنواره‌های روز کانادا، که مرکز آن در اتاوا است. پیش از برگزاری جشن‌ها، سرمایه‌گذاری زیادی در زیرساخت‌های مدنی، ارتقاء زیرساخت‌های توریستی و افزایش جاذبه‌های فرهنگی ملی انجام شد. منطقه پایتخت ملی سالانه حدود ۲۲ میلیون گردشگر را جذب می‌کند که حدود ۲٫۲ میلیارد دلار هزینه می‌کنند و ۳۰۶۰۰ شغل را مستقیماً پشتیبانی می‌کنند.

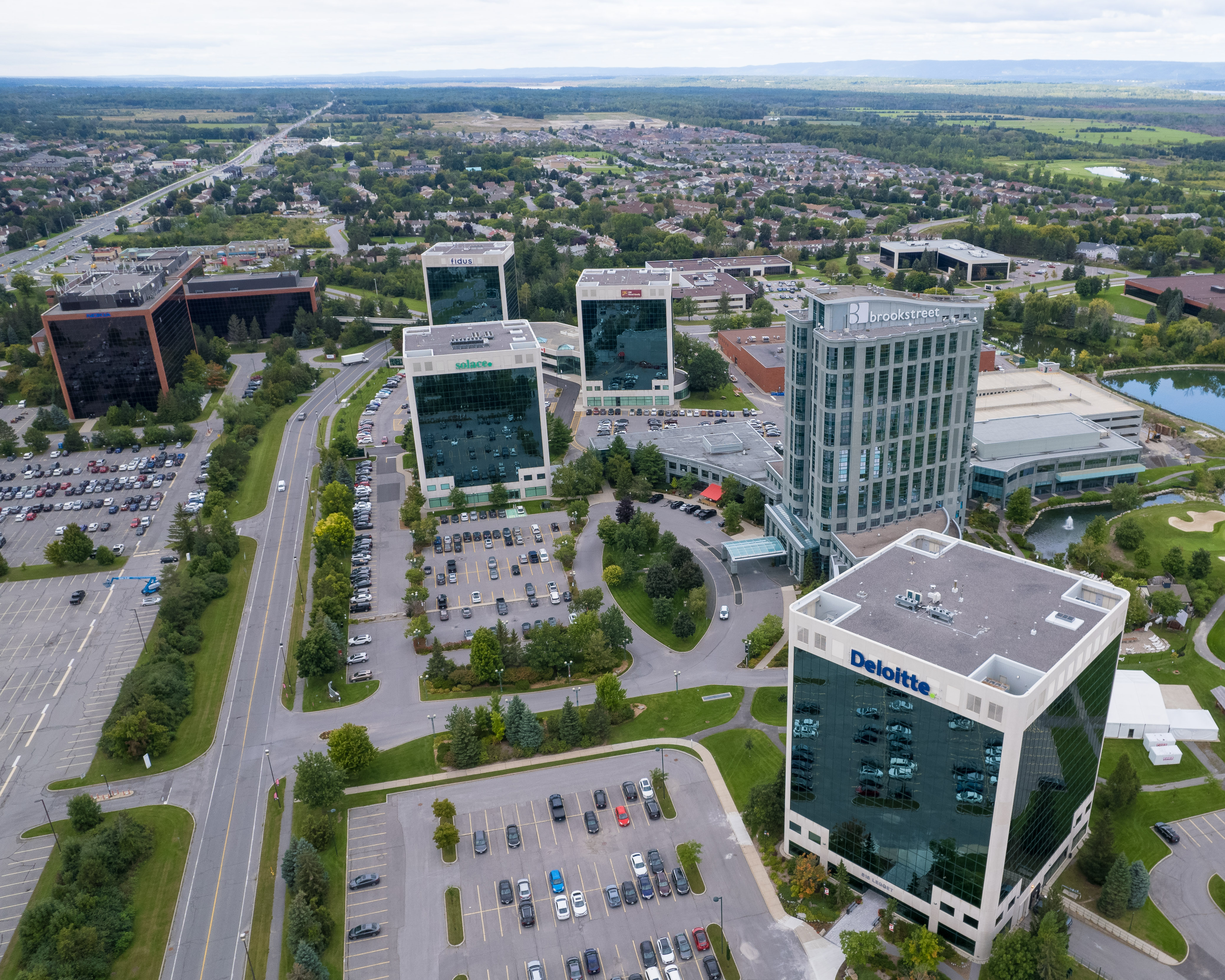
بخشی از پارک تحقیقات و تکنولوژی کاناتا در غرب اتاوا

علاوه بر این، اتاوا یک مرکز فناوری مهم است. در سال ۲۰۱۵، ۱۸۰۰ شرکت فناوری آن تقریباً ۶۳۴۰۰ نفر را استخدام کردند. تمرکز شرکت‌ها در این صنعت باعث شد تا شهر لقب «سیلیکون ولی شمالی» را به این شهر بدهد. بیشتر این شرکت‌ها در زمینه ارتباطات راه دور، توسعه نرم‌افزار و فناوری محیط زیست تخصص دارند. شرکت‌های بزرگ فناوری مانند Nortel, Corel, Mitel, Cognos, Halogen Software, Shopify و JDS Uniphase در این شهر تأسیس شد. اتاوا همچنین دارای مکان‌های منطقه ای برای Nokia، 3M, Adobe Systems, Bell Canada, IBM و Hewlett-Packard است. بسیاری از شرکت‌های فناوری جدید در بخش غربی شهر در پارک فناوری کاناتا هستند.

## دانشگاه‌ها
اتاوا به عنوان تحصیل کرده‌ترین شهر کانادا شناخته می‌شود که بیش از نیمی از جمعیت آن از کالج و/یا دانشگاه فارغ‌التحصیل شده‌اند. اتاوا دارای بالاترین سرانه سرانه مهندسان، محققان و ساکنان دارای مدرک دکترا در کانادا است. این شهر دارای دو دانشگاه دولتی اصلی و دو کالج عمومی اصلی است. دو دانشگاه اصلی در این شهر عبارتند از دانشگاه کارلتون و دانشگاه اتاوا. طبق آمار رسمی شهرداری اتاوا حدود ۱۵۰۰۰۰ دانشجو در دانشگاه‌ها و کالج‌های شهر اتاوا مشغول به تحصیل هستند.

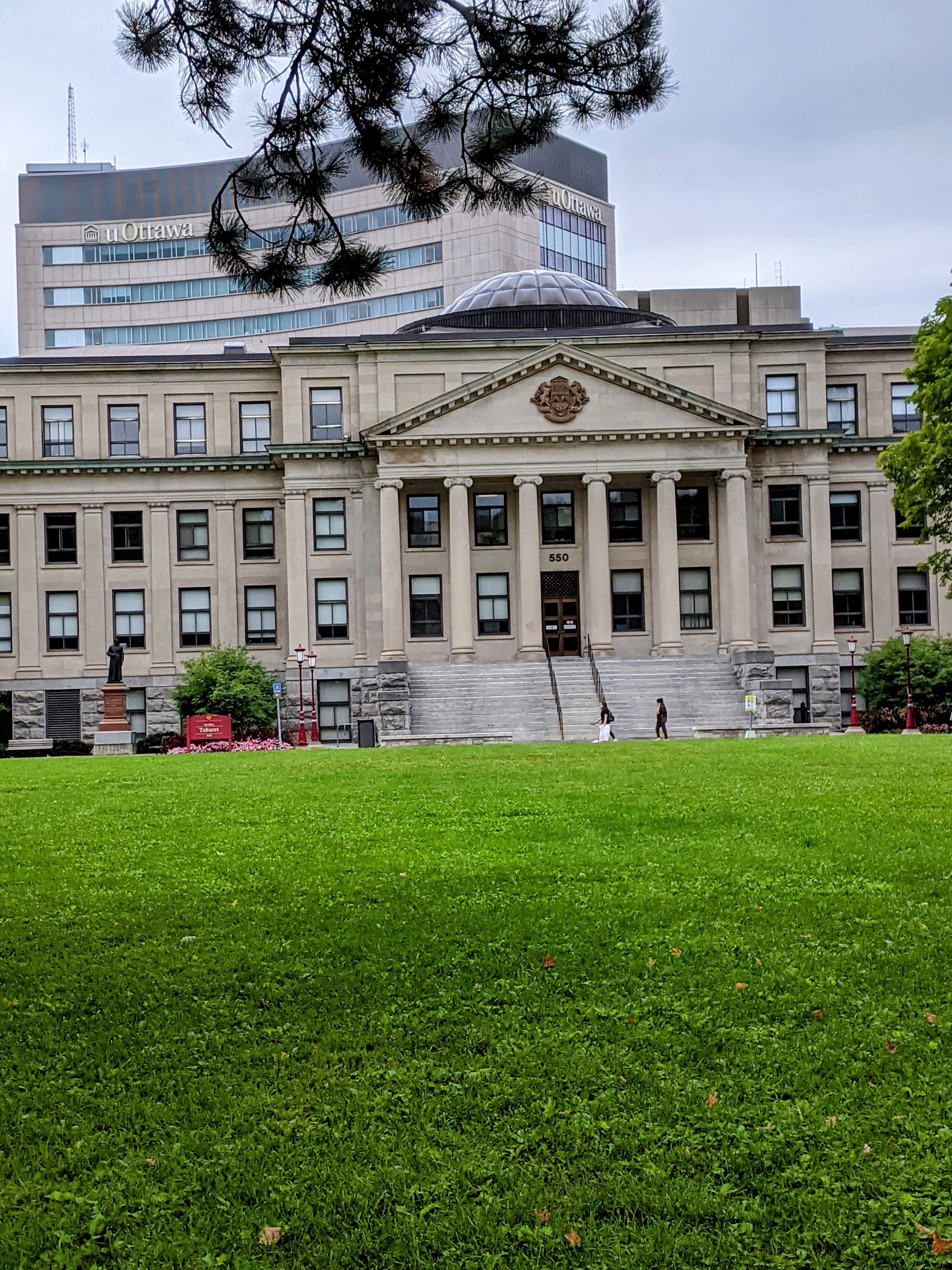
دانشگاه اتاوا که در سال ۱۸۴۸ تأسیس شد، قدیمی‌ترین مؤسسه تحصیلات تکمیلی در این شهر است.

- دانشگاه اتاوا University of Ottawa (که در ابتدا «کالج بای تاون» نام داشت) اولین مؤسسه تحصیلات تکمیلی بود که در سال ۱۸۴۸ در این شهر تأسیس شد. همچنین یکی از اعضای U15، گروهی از دانشگاه‌های بسیار معتبر با تحقیقات فشرده در کانادا است. پردیس اصلی دانشگاه در محله سندی هیل، درست در مجاورت مرکز شهر واقع شده است. کالج دانشگاهی وابسته به کاتولیک دانشگاه اتاوا، دانشگاه سنت پل است.
- دانشگاه کارلتون در سال ۱۹۴۲ برای پاسخگویی به نیازهای کهنه سربازان بازگشته از جنگ جهانی دوم تأسیس شد و بعداً به اولین کالج خصوصی و غیر مذهبی انتاریو تبدیل شد. با گذشت زمان، کارلتون به دانشگاه جامع با رتبه‌بندی بالا تبدیل شد. پردیس اصلی دانشگاه بین اتاوای جنوبی و دریاچه Dow's قرار دارد. کالج دانشگاهی وابسته به کاتولیک کارلتون، کالج دانشگاه دومینیکن است.

از مشاهیر معاصر ایران که از دانشگاه‌های این شهر فارغ‌التحصیل شده‌اند می‌توان به کیهان کلهر اشاره کرد که تحصیلات خود را در رشته موسیقی دانشگاه کارلتون به پایان رسانده است.

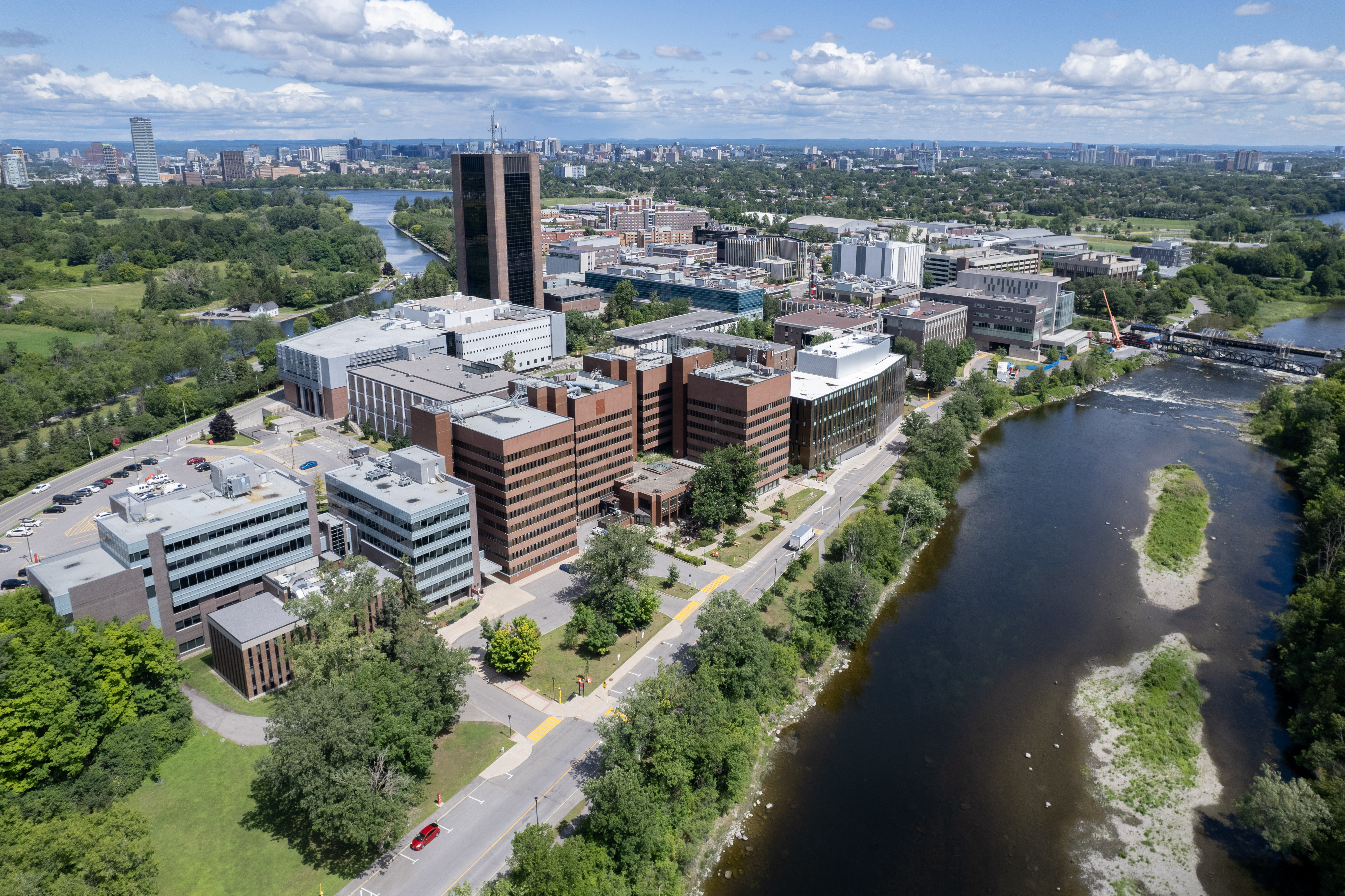
دانشگاه کارلتون در سال ۲۰۲۲

## مردم
۶۲.۴٪ درصد از مردم این شهر انگلیسی‌زبان و ۱۴.۲٪ فرانسوی زبانند. 
| دین در اتاوا (سرشماری ۲۰۲۱) | دین در اتاوا (سرشماری ۲۰۲۱) | دین در اتاوا (سرشماری ۲۰۲۱) | دین در اتاوا (سرشماری ۲۰۲۱) | دین در اتاوا (سرشماری ۲۰۲۱) |
| --------------------------- | --------------------------- | --------------------------- | --------------------------- | --------------------------- |
| دین                         | دین                         |                             | درصد                        | درصد                        |
| مسیحی                       | مسیحی                       |                             | ۵۲٫۸٪                       | ۵۲٫۸٪                       |
| بی‌دینی                      | بی‌دینی                      |                             | ۳۱٫۶٪                       | ۳۱٫۶٪                       |
| اسلام                       | اسلام                       |                             | ۹٫۹٪                        | ۹٫۹٪                        |
| هندو                        | هندو                        |                             | ۲٫۰٪                        | ۲٫۰٪                        |
| بودایی                      | بودایی                      |                             | ۱٫۱٪                        | ۱٫۱٪                        |
| یهودیت                      | یهودیت                      |                             | ۱٫۱٪                        | ۱٫۱٪                        |
| سیک                         | سیک                         |                             | ۰٫۶٪                        | ۰٫۶٪                        |

## نگارخانه

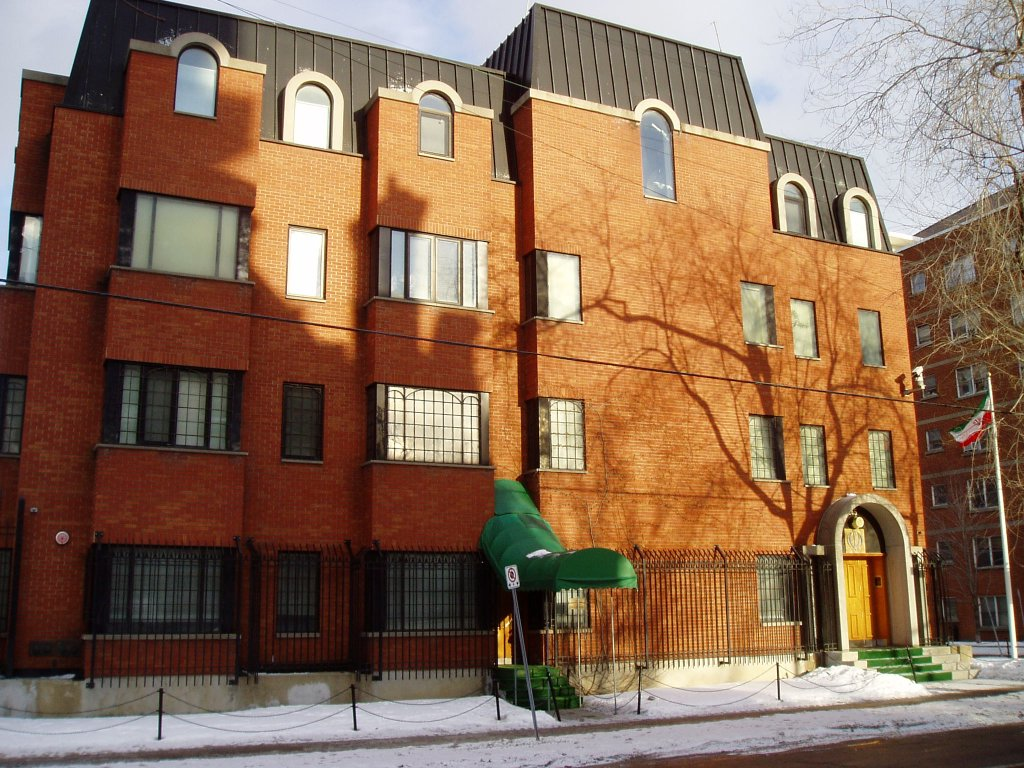
ساختمان سفارت‌خانهٔ ایران در اتاوا
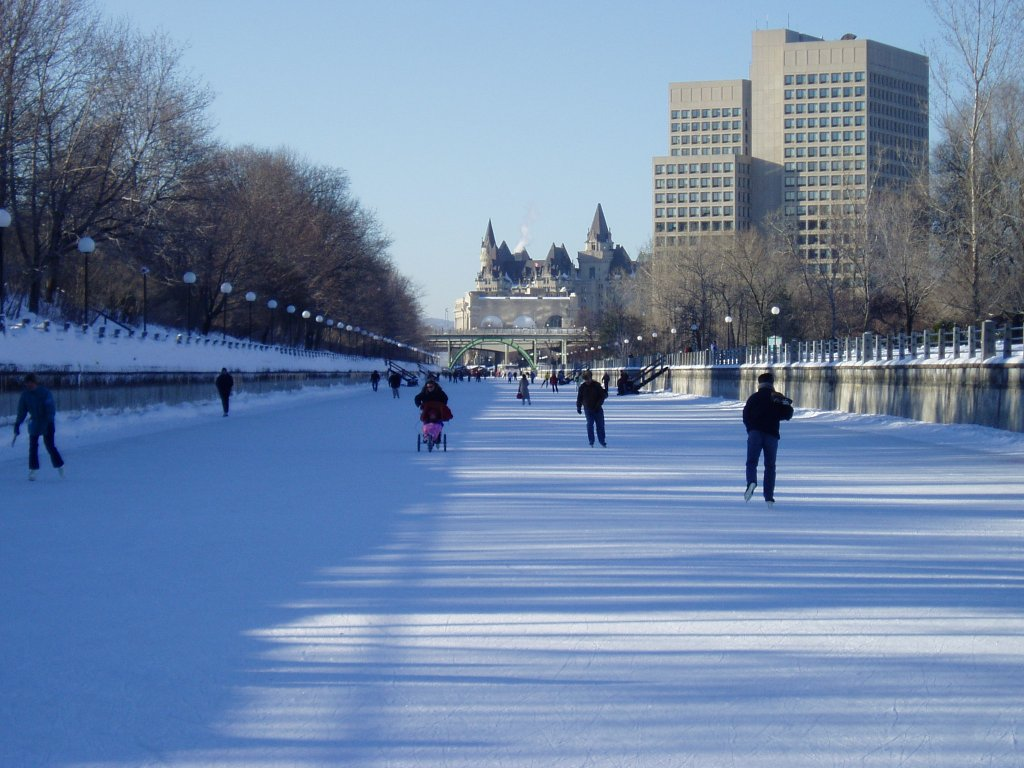
کانال ریدو در اتاوا در تابستان یک آبراهه و در زمستان یک پیست اسکیت است.
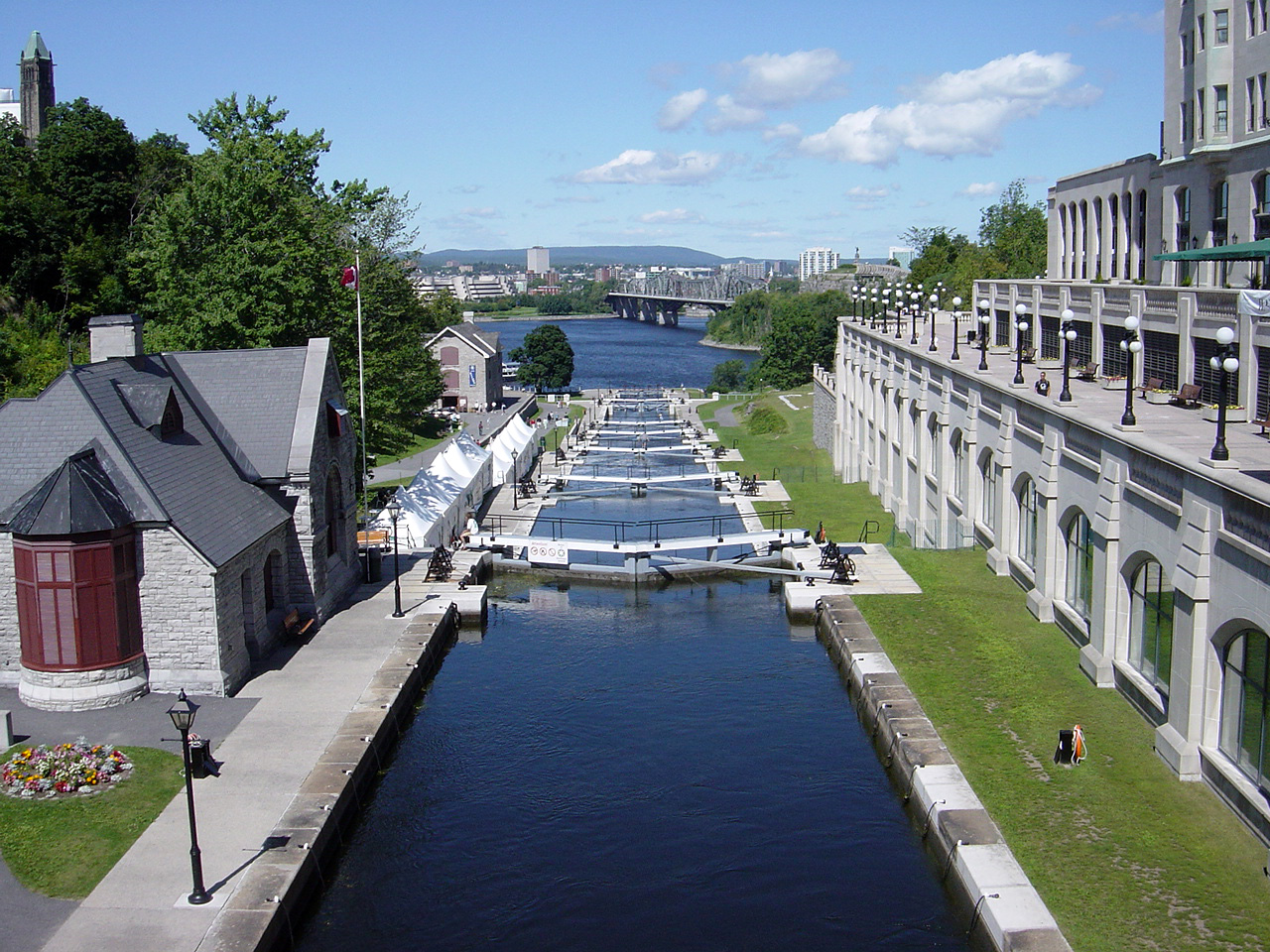